# Czarny Bór

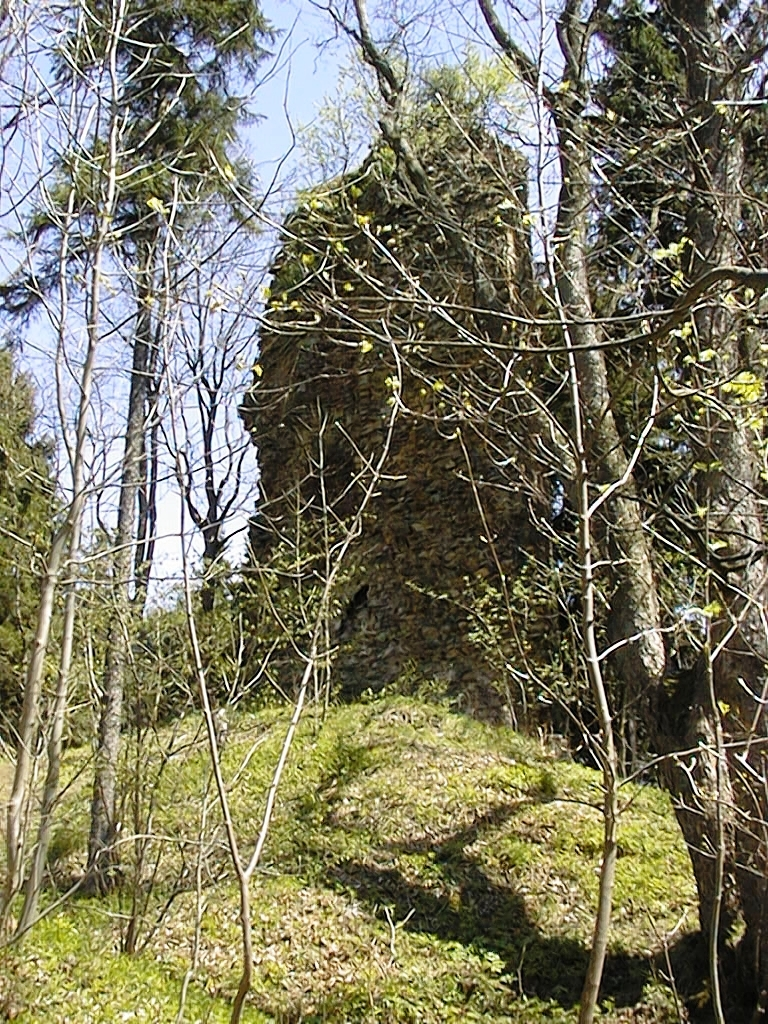
Ruine der Burg Liebenau

Czarny Bór (deutsch  Schwarzwaldau; schlesisch Schworzwaale) ist ein Ort in der Landgemeinde Czarny Bór mit 4882 Einwohnern (Stand 31. Dezember 2020) im Powiat Wałbrzyski der Woiwodschaft Niederschlesien in Polen. Es liegt westlich der Stadt Wałbrzych (Waldenburg).

## Geographie
Czarny Bór liegt im Waldenburger Bergland an der Woiwodschaftsstraße 367, die von Wałbrzych nach Kamienna Góra führt.
Nachbarorte sind Witków im Norden, Jabłów im Nordosten, Grzędy im Süden, Czadrów (Oberzieder) im Südwesten sowie Borówno (Grüssauisch Hartau) und Jaczków (Hartmannsdorf) im Nordwesten.

## Geschichte
Das Waldenburger Bergland war vom 12. bis zur Mitte des 14. Jahrhunderts umstrittenes Grenzland zwischen dem Königreich Böhmen und dem Herzogtum Schweidnitz-Jauer, das vom Zweig der Schlesischen Piasten regiert wurde. Als Nordgrenze Böhmens galt bei Schwarzwaldau der Lässigbach. Für das Jahr 1350 ist am nordwestlichen Rand des Dorfes Schwarzwaldau die Burg Liebenau nachgewiesen, die auch als Burg Schwarzwaldau bezeichnet wurde und bis 1369 im Besitz des böhmischen Adeligen Puta d. Ä. von Častolowitz war. Sie entstand vermutlich um 1293 unter Herzog Bolko I. und diente der Sicherung der Grenze gegenüber Böhmen. Wahrscheinlich sollte sie ursprünglich den Weg von Politz in Böhmen über Friedland oder Schömberg durch das Tal der Lässig in die Schlesische Ebene sperren.
1345 überfiel König Johann von Böhmen das Herzogtum Schweidnitz. Die neueste Forschung lässt erkennen, dass Witche Behem von den böhmischen Herrschern als Kastellan der drei Burgen Schwarzwaldau, Konradswaldau und Weißstein berufen wurde, nachdem er sich vorher bereits im Herzogtum Münsterberg einen Namen gemacht hatte. Gleichzeitig erhielt er vermutlich auch den Besitz Schwarzwaldau.
1355 unterwarf Herzog Bolko II. alle Burgen seines Landes, die ihm Widerstand leisteten, seiner Herrschaft. Es waren Fürstenberg, Konradswaldau, Schwarzwaldau, Zeiskenburg und Freudenburg. Der Widerstand der Ritter richtete sich gegen die Böhmenpolitik Bolkos. Diese Gruppe der Ritterschaft, zu der u. a. Cunemann von Seidlitz, Heinrich von Schweinichen, Kekelo von Czirne und Witche/Witigo Behem gehörten, drängte Bolko II. zum schnelleren Beitritt zu Böhmen und damit zum Römisch-Deutschen Reich. Während der Zeit der Ritterromantik wurde diese politische Opposition in einigen heimatgeschichtlichen Aufsätzen voreilig und unzutreffend als Raubrittertum bezeichnet.
Witche Behem erhielt nach einiger Zeit das Lehen Schwarzwaldau von Bolko II. wieder zurück. Emil Tschersich schreibt dazu: „...doch da konnte selbst der Herzog den Herren von Böheim, Witigo Vater und Sohn, die ihnen [vom König in Böhmen] über die Güter und Dörfer verliehene Dominalgewalt nicht mehr nehmen.“ 1390 übergab Sigismund von Schwarzenwalde, Sohn des Witche/Witigo Behem, Schwarzwalde dem Tamme von Lazan.
Nach dem Tod des Herzogs Bolko 1368 gelangte Schwarzwaldau zusammen mit dem Herzogtum Schweidnitz-Jauer erbrechtlich an die Krone Böhmen, wobei der Herzoginwitwe Agnes von Habsburg ein lebenslanger Nießbrauch zustand. Um 1400 gehörte die Herrschaft Schwarzwaldau drei Brüdern von Seydlitz und gelangte schließlich 1437 an Hermann d. J. von Czettritz (Heřman z Cetryc), der bereits Konradswaldau und die Burg Vogelgesang besaß und seit etwa 1430 mit einer Tochter des königlichen Rates Jan von Chotěmice verheiratet war. Da Hermann von Czettritz ein Sympathisant der Hussiten war, wurde die Burg Liebenau durch ein Breslauer Söldnerheer angegriffen und beschädigt und 1509, nachdem den Herren von Czettritz wiederum ein Friedensbruch vorgeworfen worden war, zerstört. Seither blieb die Burg eine Ruine.
Nach dem Ersten Schlesischen Krieg 1742 fiel Schwarzwaldau zusammen mit fast ganz Schlesien an Preußen. Die Herrschaft Schwarzwaldau blieb bis 1830 im Besitz der Herren von Czettritz. In diesem Jahr wurde sie zusammen mit Konradswaldau von Otto Freiherr von Zedlitz-Neukirch erworben. 1851 gelangte sie an dessen Schwiegersohn Oberstleutnant Bernhard von Portatius (1801–1862), verheiratet mit Fridoline Freiin von Zedlitz und Neukirch-Schwarzwaldau (1822–1893). Sie wiederum war auch Abtissin des Freiherrlich von Zedlitzschen Damenstifts Kapsdorf. Bei ihren Nachkommen, unter anderem dem Landschaftsdirektor der Fürstentümer Schweidnitz und Jauer, Landrat Hans von Portatius (1801–1862) verblieb diese oft als Majorat bezeichnete 995 ha Besitzung bis 1945. Letzter Grundbesitzer der Familie von Portatius war nach dem Genealogischen Handbuch des Adels Hans-Bernhard von Portatius (1875–1942), dessen Grabstein erhalten blieb. Seine Frau war Vera Gräfin Einsiedel (1887–1953). Spätestens seit 1936 trug der Besitz den Titel Waldgut Schwarzwaldau, bestehend aus Flächen in Schwarzwaldau, Konradswaldau und so genannten Freiem Besitz in den vorgenannten Ortschaften samt Oberconradswaldau., zusammen 1151 ha. Als Bevollmächtigter des Besitzers fungierte ein Oberförster, als Pächter W. von Sprockhoff. Erbe wurde der spätere Intendant Hubertus von Portatius (1907–1974).
Nach der Neugliederung Preußens gehörte Schwarzwaldau seit 1815 zur Provinz Schlesien und war ab 1816 dem Landkreis Landeshut eingegliedert, mit dem es bis 1945 verbunden blieb. Seit 1874 war die Landgemeinde Schwarzwaldau Sitz des gleichnamigen Amtsbezirks, zu dem auch die Landgemeinden Mittel Conradswaldau, Ober Conradswaldau und Vogelgesang sowie die Gutsbezirke Conradswaldau und Schwarzwaldau gehörten. Für das Jahr 1900 sind für Schwarzwaldau 1986 Einwohner nachgewiesen, 1939 waren es 1834 Einwohner.
Als Folge des Zweiten Weltkriegs fiel Schwarzwaldau 1945 wie fast ganz Schlesien an Polen und wurde zunächst in Czarnolesie und ein Jahr später in Czarny Bór umbenannt. Die deutsche Bevölkerung wurde weitgehend vertrieben. Die neu angesiedelten Bewohner waren teilweise Zwangsumgesiedelte aus Ostpolen, das an die Sowjetunion gefallen war. 1975 bis 1998 gehörte Czarny Bór zur Woiwodschaft Wałbrzych.

## Gemeinde
Zur Landgemeinde Czarny Bór mit einer Fläche von 66,3 km² gehören das Dorf selbst und fünf weitere Dörfer mit Schulzenämtern.

## Sehenswürdigkeiten

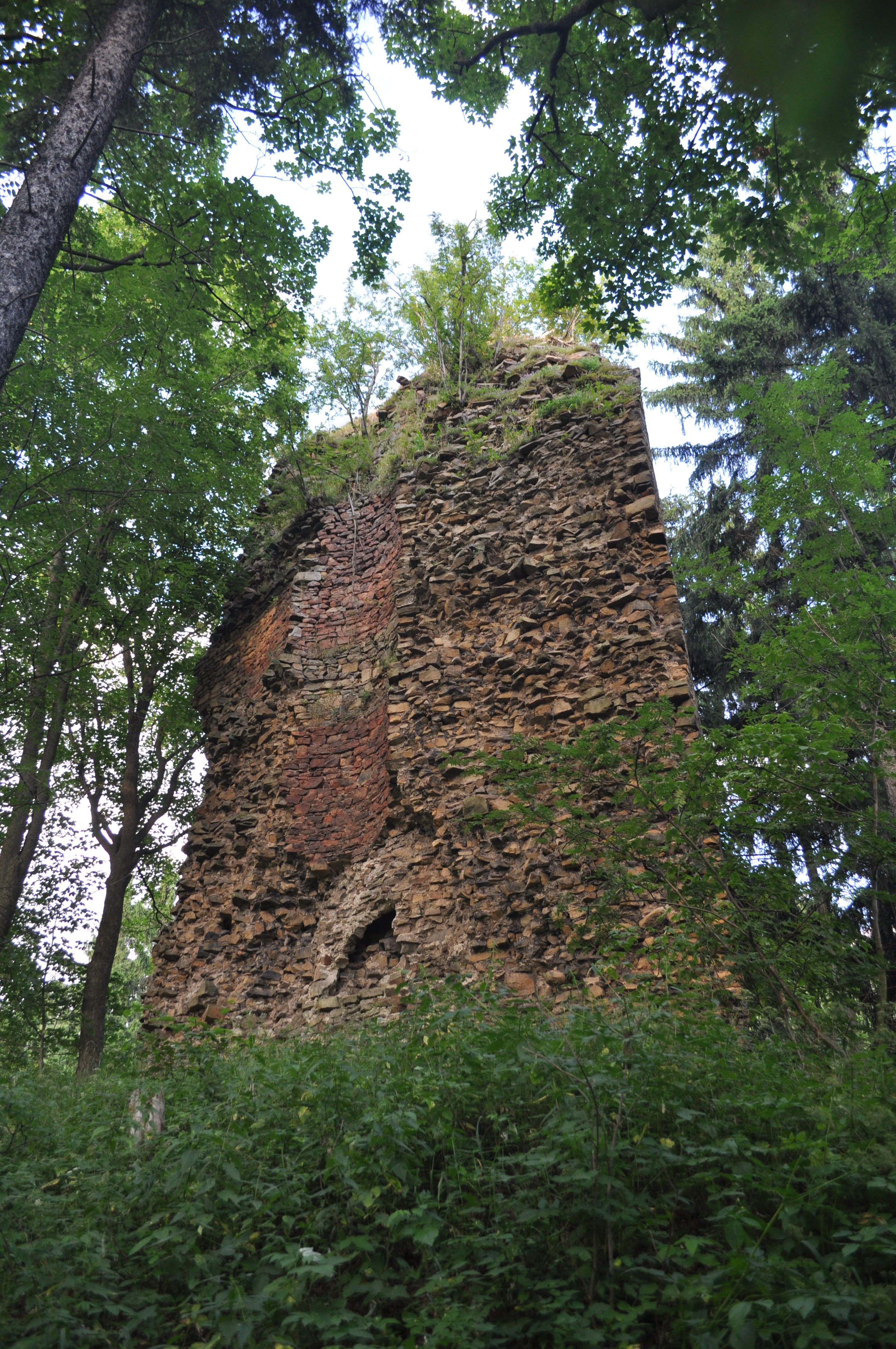
Turm des alten Wasserschlosses
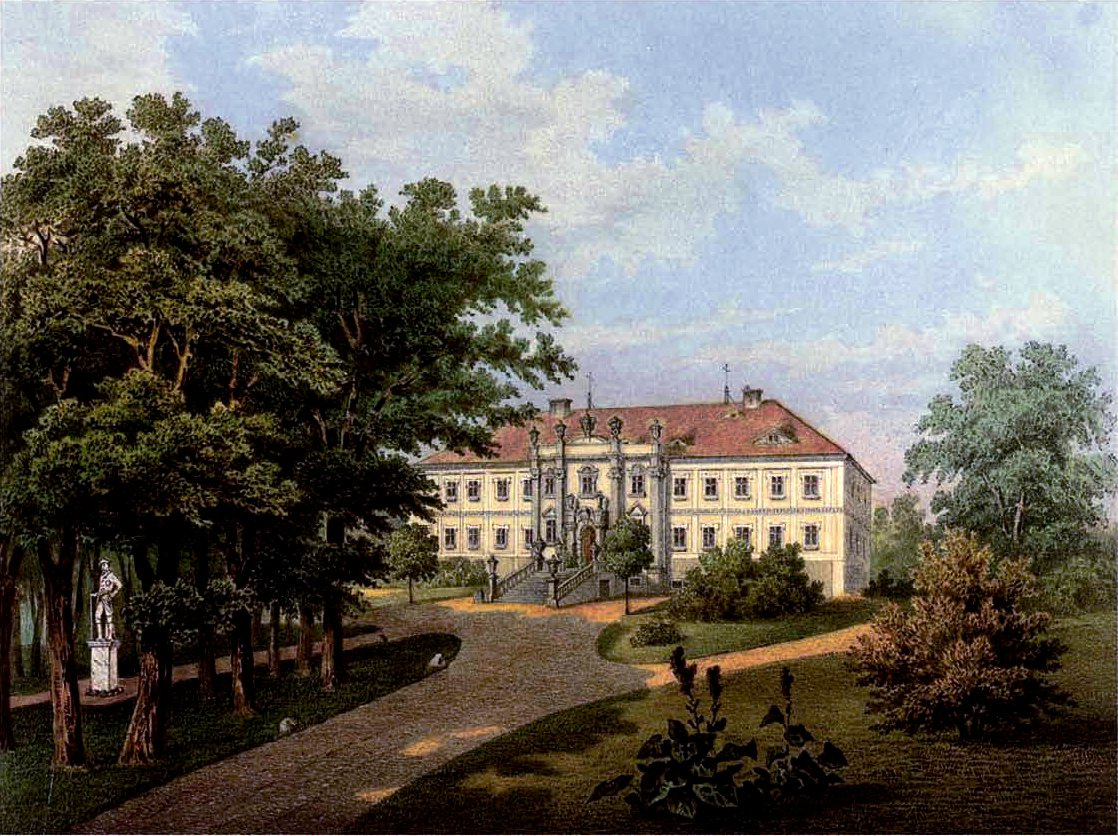
Schloss Schwarzwaldau um 1863/64, Sammlung Alexander Duncker
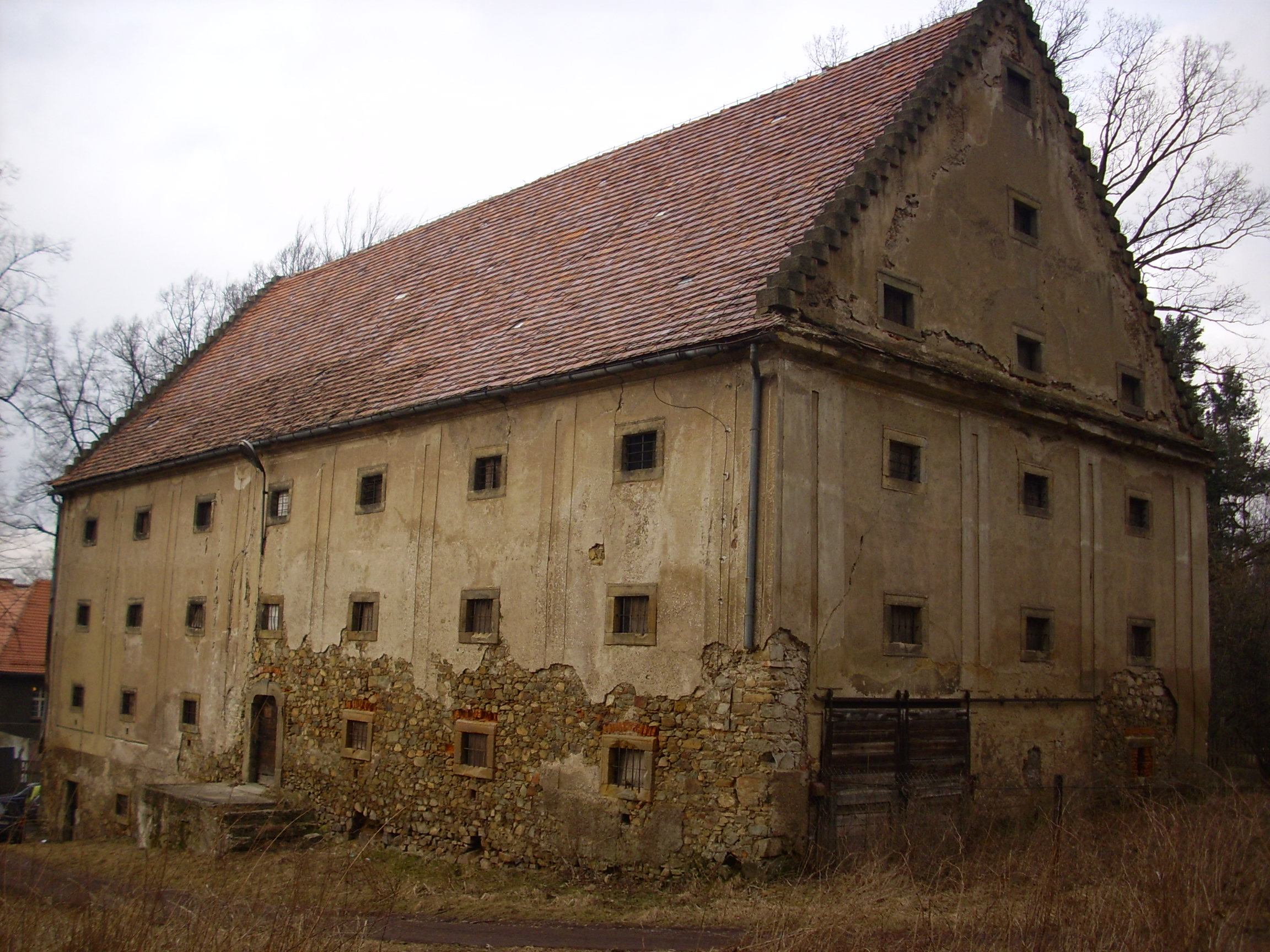
Speicher der Schlossanlage

- Das von Herzog Bolko II. errichtete Wasserschloss wurde erstmals 1335 erwähnt. Es lag westlich der Dorfmitte und war von Gräben und Sümpfen des Lässigbachs (polnisch Lesk) umgeben. Während der Hussitenkriege wurde es zerstört und ist seit 1509 Ruine. Erhalten haben sich Reste des steinernen Rundturms.
- Das Schloss Schwarzwaldau wurde 1775–1784 von der Familie von Czettritz neu im frühklassizistischen Stil errichtet. Es wurde im 19. Jahrhundert erweitert und stilistisch verändert. Im Obergeschoss befinden sich zwei repräsentative Säle. Das Schloss ist heute eine Entzugsanstalt für Alkoholiker.[11]
- Schlosspark und die am Weg zum Stadion liegenden Gräber der Familie von Portatius. Dazu kommen südwestlich des Schlosses zwei Nebengebäude von 1777 mit Mansarddach, der westlich gelegene Anbau im Stil des Neubarock ist aus dem Anfang des 20. Jahrhunderts und im Südosten ein dreigeschossiger Speicher aus der zweiten Hälfte des 18. Jahrhunderts.

## Persönlichkeiten
- Karl Abraham von Zedlitz (1731–1793), preußischer Minister
- Norbert Kuchinke (1940–2013), Journalist.